# Nihonhimea
Nihonhimea es un género de arañas de la familia Theridiidae, orden Araneae. Fue descrito por Hajime Yoshida en 2016.

## Especies
- Nihonhimea japonica (Bösenberg & Strand, 1906)
- Nihonhimea mundula (L. Koch, 1872)
- Nihonhimea mundula papuana (Chrysanthus, 1963)
- Nihonhimea tesselata (Keyserling, 1884)